# Vorstengraf (Leubingen)
Het Vorstengraf Leubingen is een vorstengraf bij Leubingen in het Landkreis Sömmerda. De grafheuvel is in 1877 onderzocht en wordt toegeschreven aan de Úněticecultuur. De grafheuvel was 8 meter hoog en had een diameter van 34 meter.
De grafheuvel is opgericht in de vroege bronstijd. In de dodenhut in het centrum van de heuvel is een oude man begraven. Deze dodenhut is met behulp van dendrochronologie gedateerd op 1942 ± 10 v.Chr.
Boven de man is een ongeveer 10-jarig kind begraven. Onbekend is of het kind tegelijk is gestorven of is omgebracht om te worden bijgezet (als offer).
Er zijn vele kostbare grafgiften aangetroffen.
In de 7e eeuw tot de 11e eeuw werd de grafheuvel gebruikt als Slavische begraafplaats.

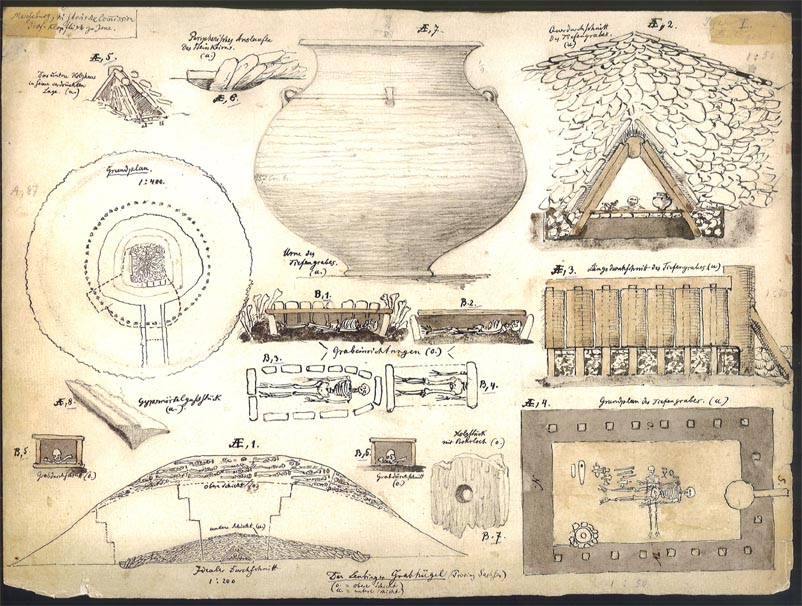
Schets van de opgraving van het Vorstengraf in 1877